# Sara Mustonen
Sara Mustonen-Lichan (Höganäs, Comtat d'Escània, 8 de febrer de 1981) és una ciclista sueca, ja retirada, que fou professional del 2007 al 2019. S'inicià en l'esport practicant boxa, per posteriorment passar al ciclisme. El seu darrer equip fou el Chevalmeire Cycling Team. Ha participat en els Jocs Olímpics de Pequín i als de Rio de Janeiro.

## Palmarès
- 2008
  - 1a a la Volta a Polònia
- 2009
  - Vencedora d'una etapa a l'Albstadt-Frauen-Etappenrennen
- 2019
  - 1r al Tour d'Uppsala i vencedora d'una etapa